# Dubeczno (obwód wołyński)
Dubeczno (ukr. Дубечне) – wieś na Ukrainie w rejonie kowelskim, obwodu wołyńskiego. W 2001 r. liczyła 2371 mieszkańców.
Znajduje się tu przystanek kolejowy Krymno, położony na linii Kowel – Brześć.
Do 2020 w rejonie starowyżewskim.